# Козиброд
Козиброд (хорв. Kozibrod) — населений пункт у Хорватії, у Сисацько-Мославинській жупанії у складі громади Двор.

## Населення
Населення за даними перепису 2011 року становило 70 осіб.
Динаміка чисельності населення поселення:

## Клімат
Середня річна температура становить 10,94 °C, середня максимальна – 25,30 °C, а середня мінімальна – -5,96 °C. Середня річна кількість опадів – 1028 мм.
| Клімат поселення                              | Клімат поселення | Клімат поселення | Клімат поселення | Клімат поселення | Клімат поселення | Клімат поселення | Клімат поселення | Клімат поселення | Клімат поселення | Клімат поселення | Клімат поселення | Клімат поселення | Клімат поселення |
| Показник                                      | Січ.             | Лют.             | Бер.             | Квіт.            | Трав.            | Черв.            | Лип.             | Серп.            | Вер.             | Жовт.            | Лист.            | Груд.            |                  |
| Середній максимум, °C                         | 6,93             | 8,90             | 13,32            | 17,67            | 22,12            | 25,30            | 24,53            | 24,00            | 20,38            | 15,42            | 9,76             | 5,52             |                  |
| Середня температура, °C                       | 0,48             | 2,47             | 6,87             | 11,22            | 15,69            | 18,85            | 20,55            | 20,02            | 16,38            | 11,42            | 5,77             | 1,53             |                  |
| Середній мінімум, °C                          | −5,96            | −3,99            | 0,42             | 4,79             | 9,24             | 12,40            | 16,56            | 16,03            | 12,40            | 7,44             | 1,78             | −2,46            |                  |
| Норма опадів, мм                              | 66               | 63               | 73               | 85               | 90               | 97               | 90               | 90               | 90               | 97               | 104              | 83               |                  |
| Середньомісячна швидкість вітру, м/с          | 1.55             | 1.74             | 2.12             | 2.05             | 1.88             | 1.70             | 1.68             | 1.54             | 1.53             | 1.57             | 1.62             | 1.64             |                  |
| Середньомісячна сонячна радіація, кДж/м²·день | 4323             | 7170             | 10905            | 15425            | 19498            | 21714            | 22960            | 19942            | 14826            | 9126             | 4864             | 3572             |                  |
| --------------------------------------------- | ---------------- | ---------------- | ---------------- | ---------------- | ---------------- | ---------------- | ---------------- | ---------------- | ---------------- | ---------------- | ---------------- | ---------------- | ---------------- |
| Джерело:                                      |                  |                  |                  |                  |                  |                  |                  |                  |                  |                  |                  |                  |                  |